# Rosa Price
Rosa Price, född 1810, död 1887, var en dansk ballerina. 
Hon var engagerad vid Morskabstheatret och Kasinotheatret. Hon tillhörde sin samtids mer uppmärksammade artister.  